# Хондо (Техас)
Хондо (англ. Hondo) — город в США, расположенный в центральной части штата Техас, административный центр округа Медина. По данным переписи за 
2010 год число жителей составляло 8803 человека, по оценке Бюро переписи США в 2018 году в городе проживало 9204 человека.

## История

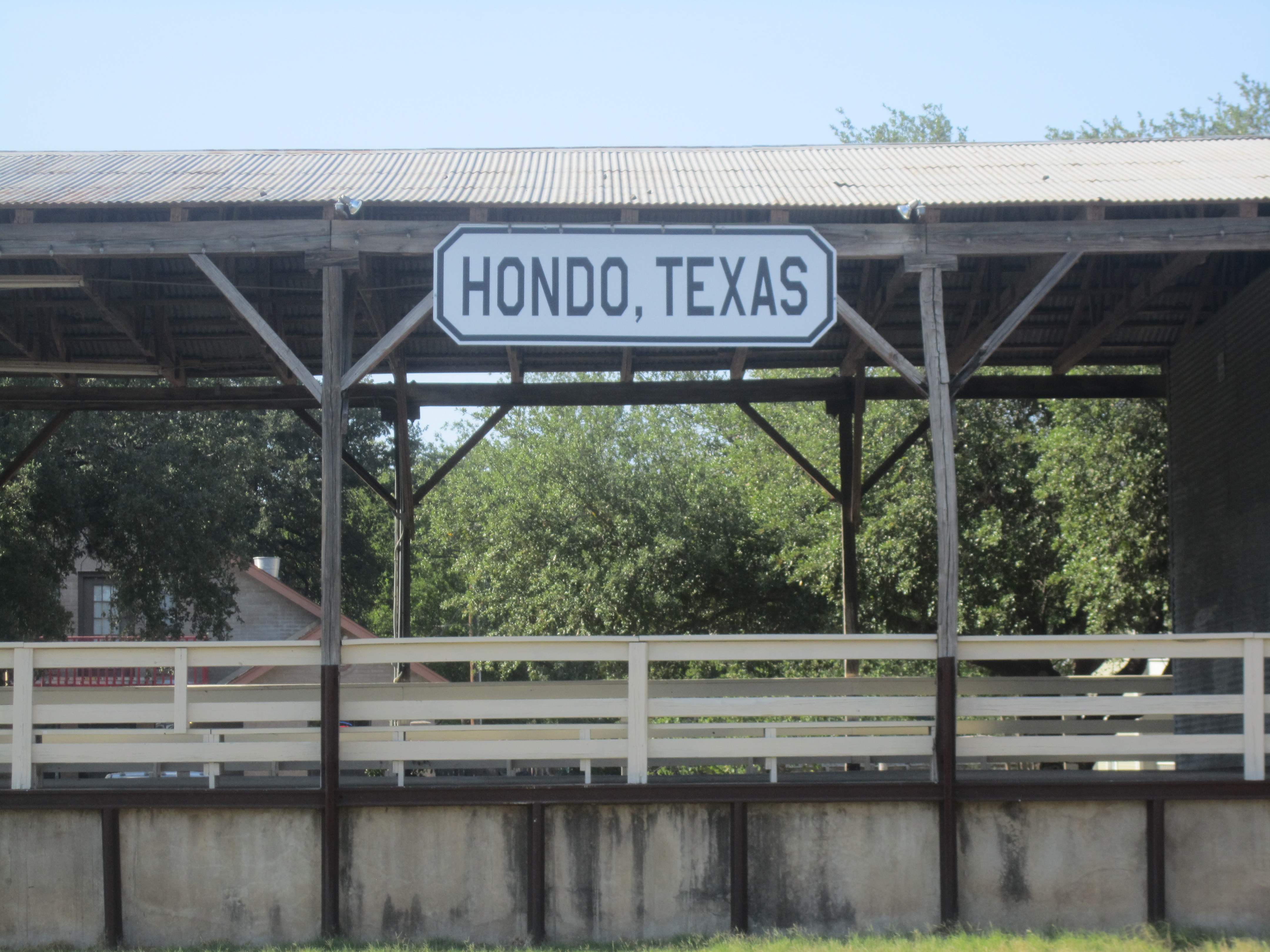
Знак города Хондо

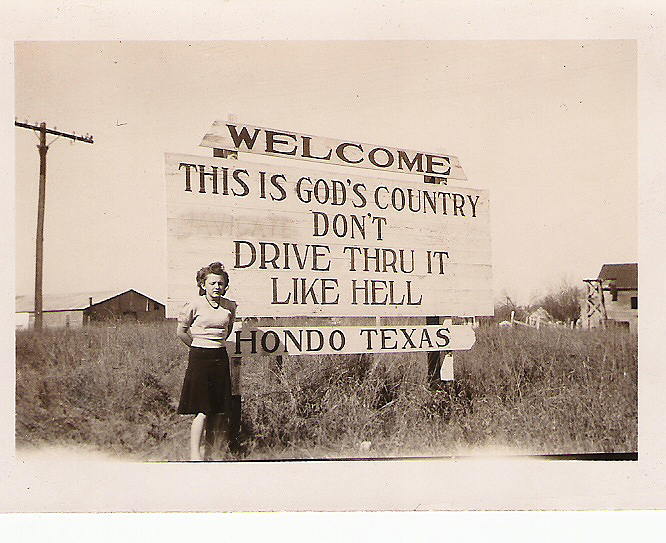
Изображение оригинального знака

В 1881 году через территорию округа Медина прошла железная дорога Galveston, Harrisburg and San Antonio Railway. Одной из остановок на железной дороге стал город Хондо-Сити. В 1882 году было открыто почтовое отделение Хондо-Сити. По итогам выборов 27 августа 1892 года Хондо-Сити сменил Кастровилл в качестве административного центра. В 1895 году почтовое отделение сменило название с Хондо-сити на Хондо. Город быстро стал торговым и транспортировочным центром фермерского и скотоводческого региона.
14 мая 1942 года город получил устав, началось формирование органов местной власти. В том же году для тренировки пилотов для Второй мировой войны было построено лётное поле Hondo Army Airfield. Армия закрыла базу в 1946 году и сейчас она используется городом.

## География
Хондо находится в южной части округа, его координаты: 29°21′15″ с. ш. 99°09′43″ з. д..
Согласно данным бюро переписи США, площадь города составляет около 25,9 км2, из которых 25,8 км2 занято сушей, а менее 0,1 км2 — водная поверхность.

### Климат
Согласно классификации климатов Кёппена, в Хондо преобладает влажный субтропический климат (Cfa).
| Показатель                | Янв.  | Фев.  | Март | Апр. | Май  | Июнь  | Июль | Авг. | Сен. | Окт. | Нояб. | Дек.  | Год   |
| ------------------------- | ----- | ----- | ---- | ---- | ---- | ----- | ---- | ---- | ---- | ---- | ----- | ----- | ----- |
| Абсолютный максимум, °C   | 32,2  | 36,1  | 38,9 | 39,4 | 41,1 | 42,8  | 44,4 | 43,9 | 43,3 | 38,9 | 37,2  | 33,9  | 44,4  |
| Средний максимум, °C      | 17,9  | 20,1  | 23,7 | 27,6 | 30,6 | 33,6  | 34,9 | 35,7 | 32,4 | 28,1 | 22,9  | 18,4  | 27,2  |
| Средняя температура, °C   | 11,2  | 13,1  | 17   | 20,8 | 24,4 | 27,9  | 29,3 | 29,3 | 26,6 | 21,6 | 15,8  | 11,7  | 20,7  |
| Средний минимум, °C       | 3,9   | 5,7   | 9,9  | 13,8 | 18,7 | 21,7  | 22,5 | 22,7 | 20,1 | 15,2 | 9,7   | 4,6   | 14,1  |
| Абсолютный минимум, °C    | −15,6 | −15,6 | −7,2 | −1,1 | 4,4  | 8,3   | 15   | 12,8 | 6,7  | −3,3 | −6,7  | −13,3 | −15,6 |
| Норма осадков, мм         | 40,6  | 43,2  | 68,6 | 61   | 91,4 | 101,6 | 66   | 50,8 | 71,1 | 96,5 | 50,8  | 30,5  | 769,6 |
| Источник: weatherbase.com |       |       |      |      |      |       |      |      |      |      |       |       |       |

## Население
Согласно переписи населения 2010 года в городе проживало 8803 человека, было 2362 домохозяйства и 1700 семей. Расовый состав города: 81 % — белые, 7,9 % — афроамериканцы, 0,6 % — коренные жители США, 1,5 % — азиаты, 0 % (1 человек) — жители Гавайев или Океании, 7,2 % — другие расы, 1,8 % — две и более расы. Число испаноязычных жителей любых рас составило 63,5 %.
Из 2362 домохозяйств, в 41,7 % живут дети младше 18 лет. 45,3 % домохозяйств представляли собой совместно проживающие супружеские пары (19,1 % с детьми младше 18 лет), в 19,4 % домохозяйств женщины проживали без мужей, в 7,2 % домохозяйств мужчины проживали без жён, 28 % домохозяйств не являлись семьями. В 23,3 % домохозяйств проживал только один человек, 11,2 % составляли одинокие пожилые люди (старше 65 лет). Средний размер домохозяйства составлял 2,88 человека. Средний размер семьи — 3,38 человека.
Население города по возрастному диапазону распределилось следующим образом: 28,3 % — жители младше 20 лет, 34,2 % находятся в возрасте от 20 до 39, 26 % — от 40 до 64, 11,6 % — 65 лет и старше. Средний возраст составляет 29,7 года.
Согласно данным пятилетнего опроса 2018 года, средний доход домохозяйства в Хондо составляет 52 191 доллар США в год, средний доход семьи — 57 243 доллара. Доход на душу населения в городе составляет 17 879 долларов. Около 7 % семей и 7,6 % населения находятся за чертой бедности. В том числе 8,1 % в возрасте до 18 лет и 12,7 % старше 65 лет.

## Местное управление

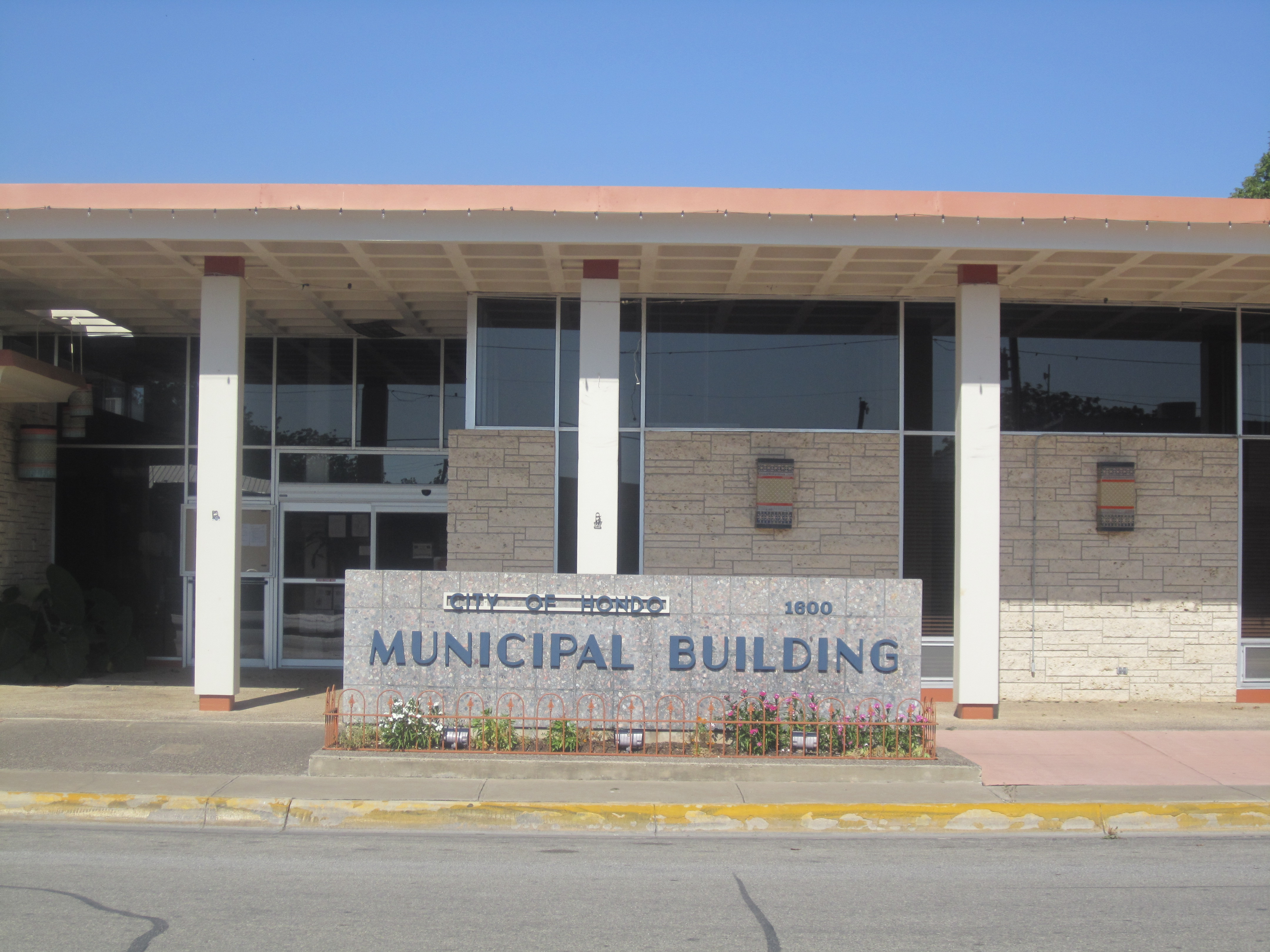
Муниципальное здание Хондо

Управление городом осуществляется мэром и городским советом, состоящим из 5 человек, один из которых выбирается заместителем мэра. Члены совета избираются всем городом сроком на три года и не могут занимать должность более трёх сроков подряд. Выборы проходят в мае каждого года.
Другой важной должностью, на которую происходит наём, является сити-менеджер.

## Инфраструктура и транспорт
Основными автомагистралями, проходящими через Хондо, являются:
- автомагистраль 90 США идёт с востока от Сан-Антонио на запад к Ювалде.
- автомагистраль 173 штата Техас идёт с севера от Бандеры на юго-восток к пересечению с автомагистралью 16 штата Техас в Джордантоне.

В городе располагается региональный аэропорт Южного Техаса в Хондо. Аэропорт располагает четырьмя взлётно-посадочными полосами длиной 1829, 1690, 1052 и 983 метра соответственно. Ближайшим аэропортом, выполняющим коммерческие рейсы, является международный аэропорт Сан-Антонио. Аэропорт находится примерно в 75 километрах к востоку от Хондо.

## Образование
Город обслуживается независимым школьным округом Хондо.

## Экономика
Согласно ежегодному финансовому отчёту за 2015-2016 финансовый год, Хондо владел активами на $50,97 млн, долговые обязательства города составляли $13,02 млн. Доходы города за год составляют $19,74 млн, а расходы — примерно $17,64 млн.

## Галерея

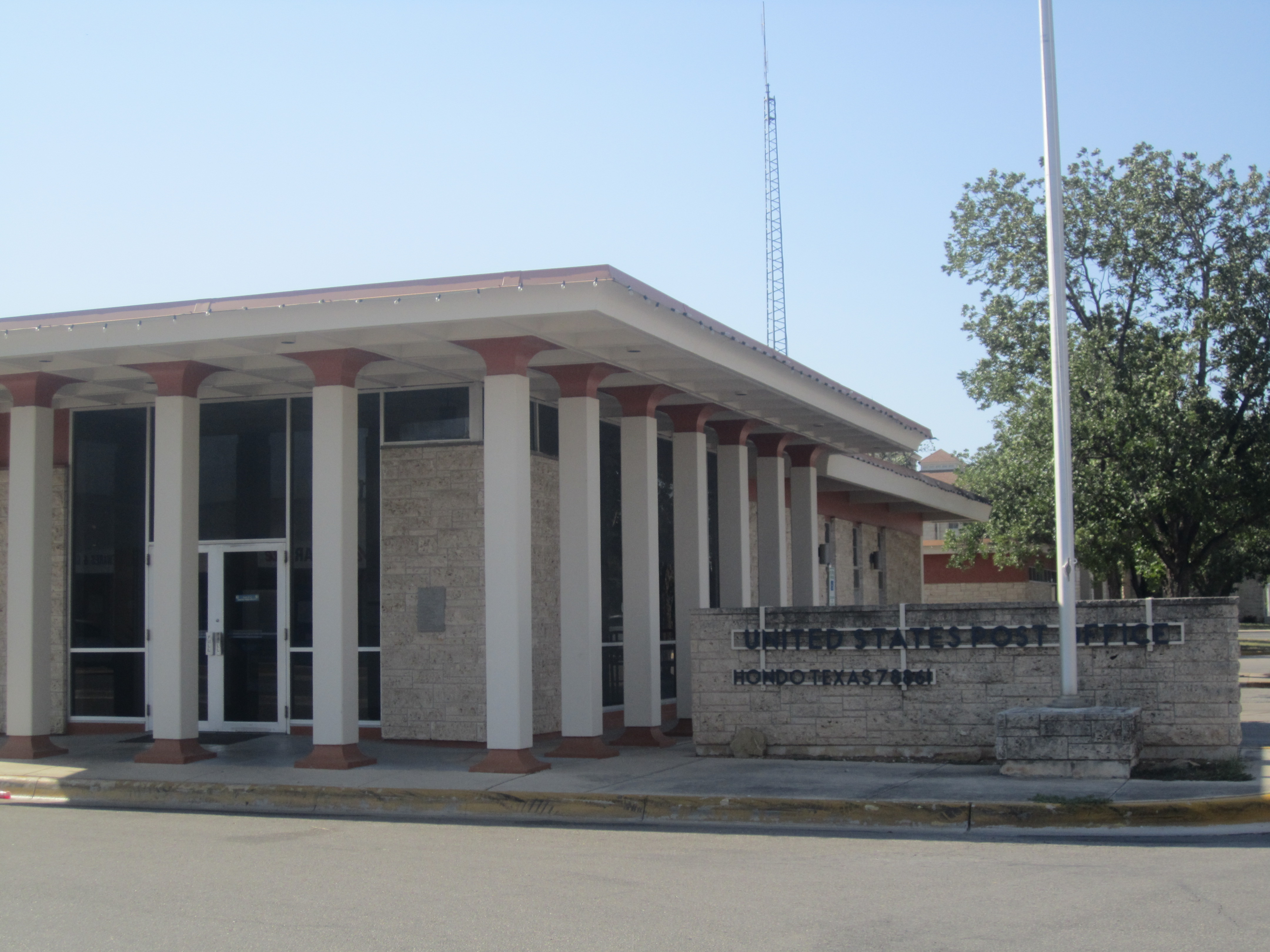
Почтовое отделение Хондо
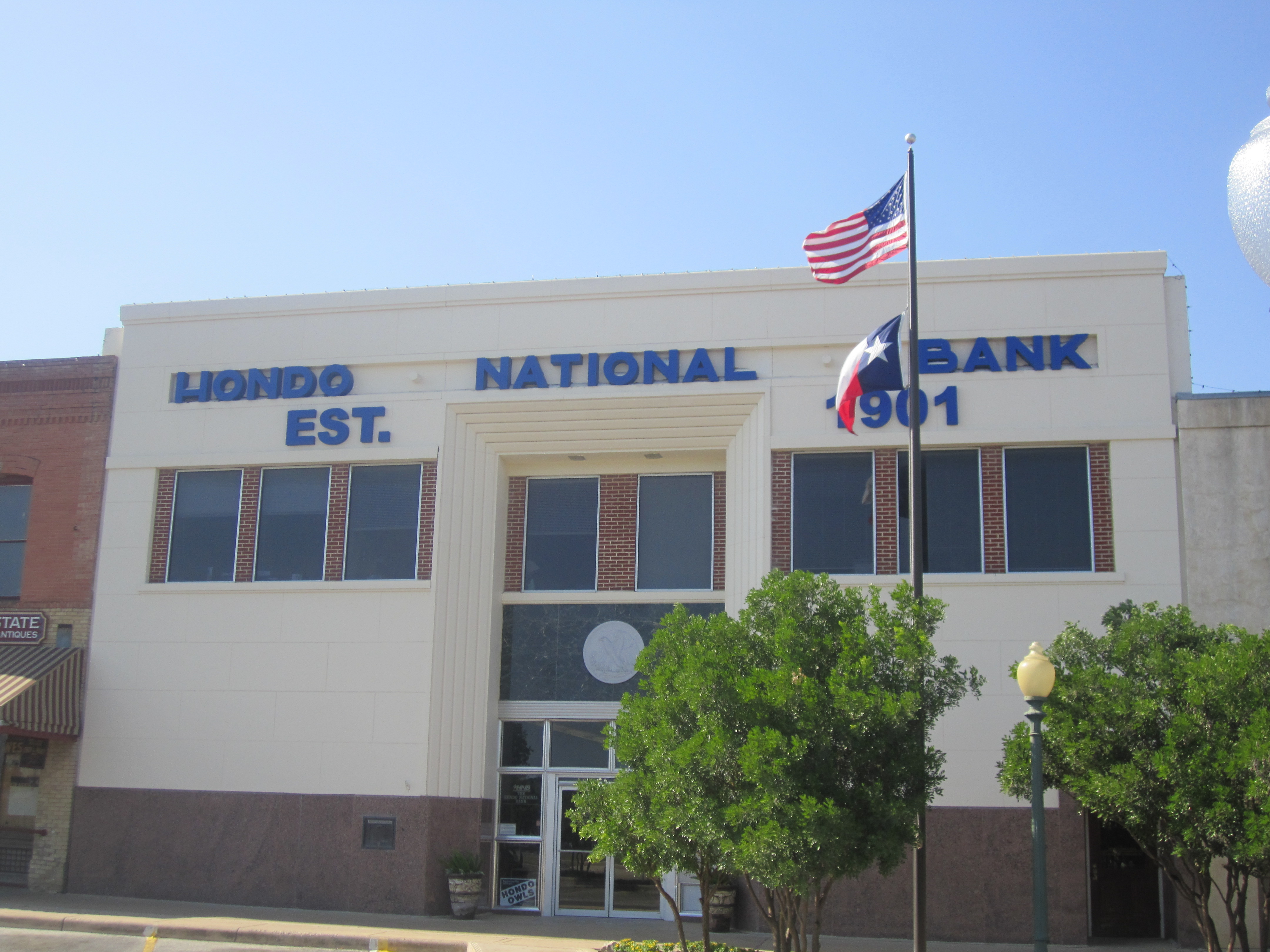
Банк Hondo National Bank, открытый в 1901 году
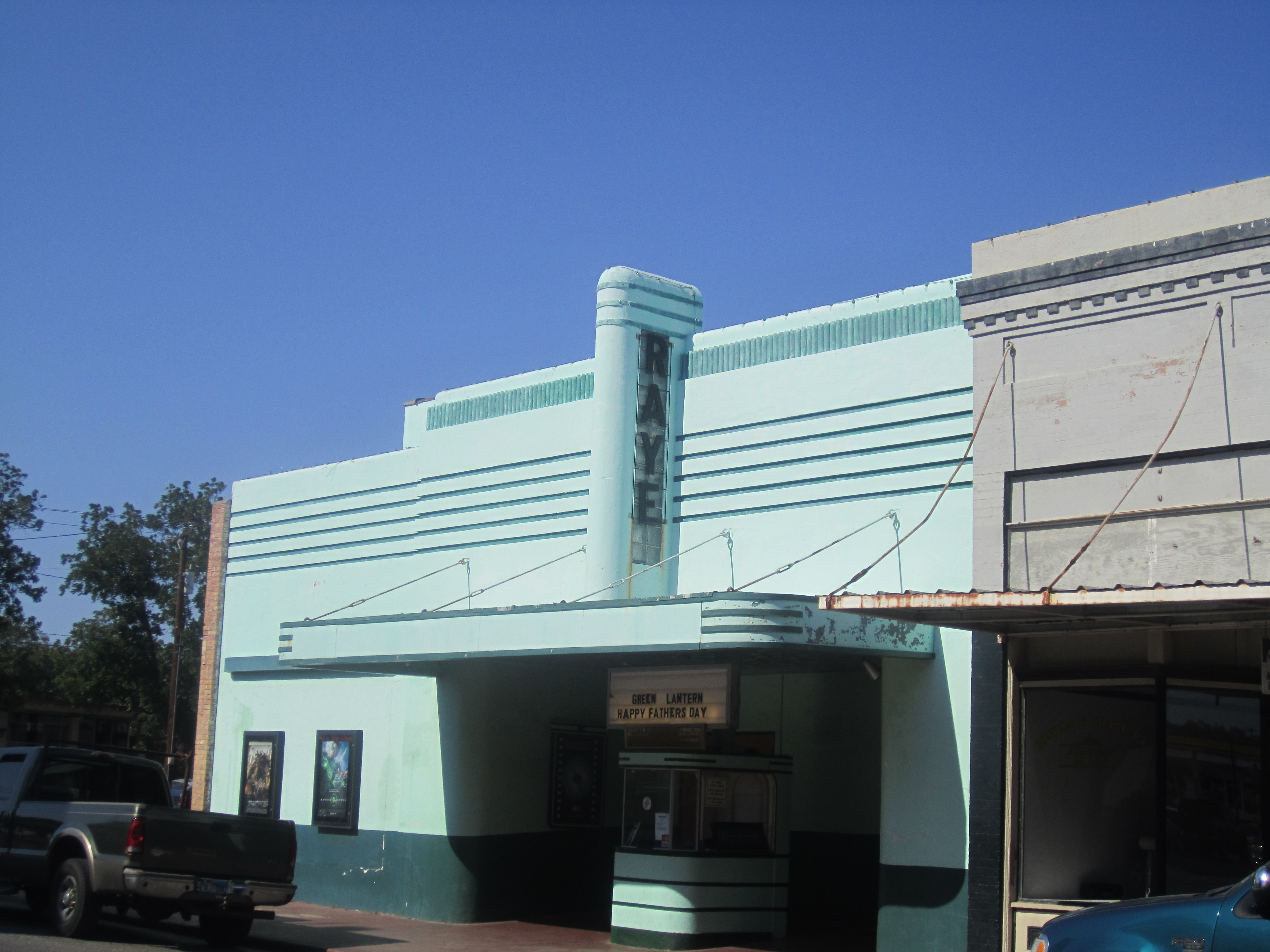
Функционирующий театр The Raye Theater
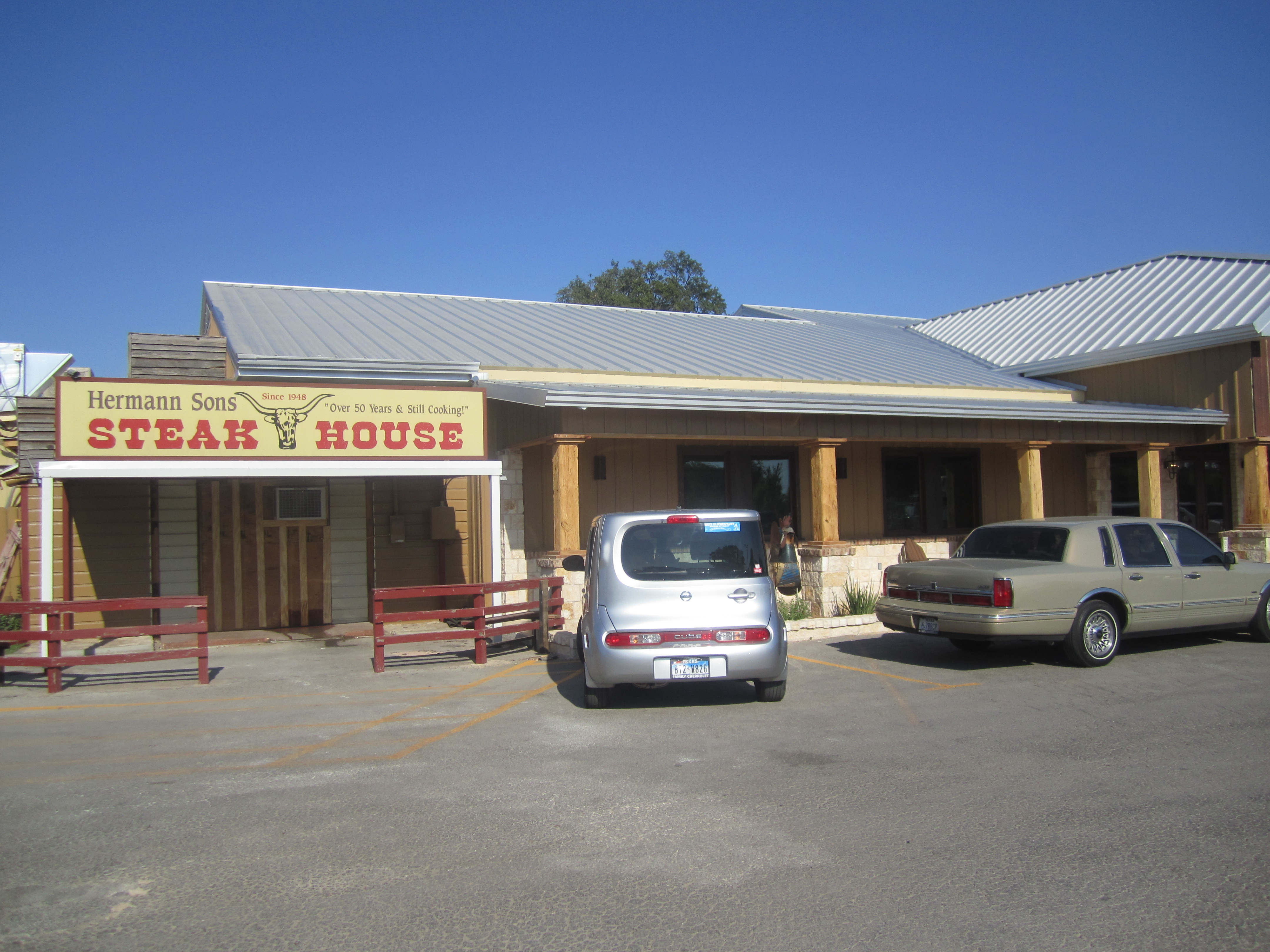
Ресторан Hermann Sons Steakhouse в городе